# Latridius minutus
Latridius minutus är en skalbaggsart som först beskrevs av Carl von Linné 1767.  Latridius minutus ingår i släktet Latridius, och familjen mögelbaggar. Arten är reproducerande i Sverige.

## Bildgalleri

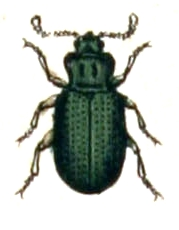